# Arras Memorial
Arras Memorial is een herdenkingsmonument gelegen in de Franse stad Arras (Pas-de-Calais). Het werd ontworpen door Edwin Lutyens, net zoals de Faubourg d'Amiens Cemetery en het Arras Flying Services Memorial waar het deel van uitmaakt. Het monument is geïnspireerd op de middeleeuwse kloosters en bestaat uit een lange galerij waarin op 10 wanden in witte portlandsteen de namen van 34.848 soldaten uit Groot-Brittannië, Zuid-Afrika en Nieuw-Zeeland gegraveerd staan. Zij sneuvelden in de periode 1916-1918, voornamelijk tijdens de slag bij Arras in 1917 en het Duitse lenteoffensief in 1918 en hebben geen gekend graf.

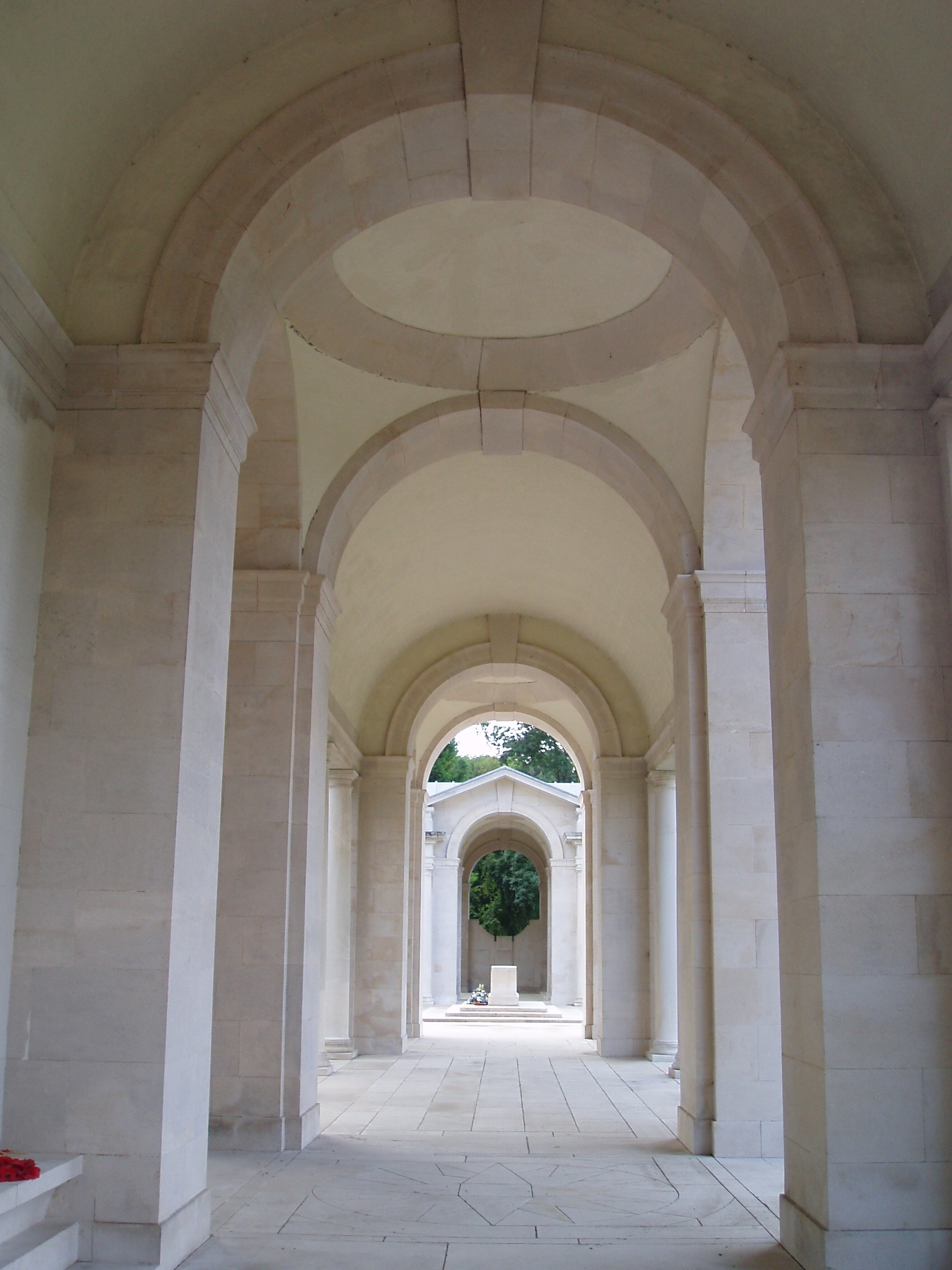
Galerij
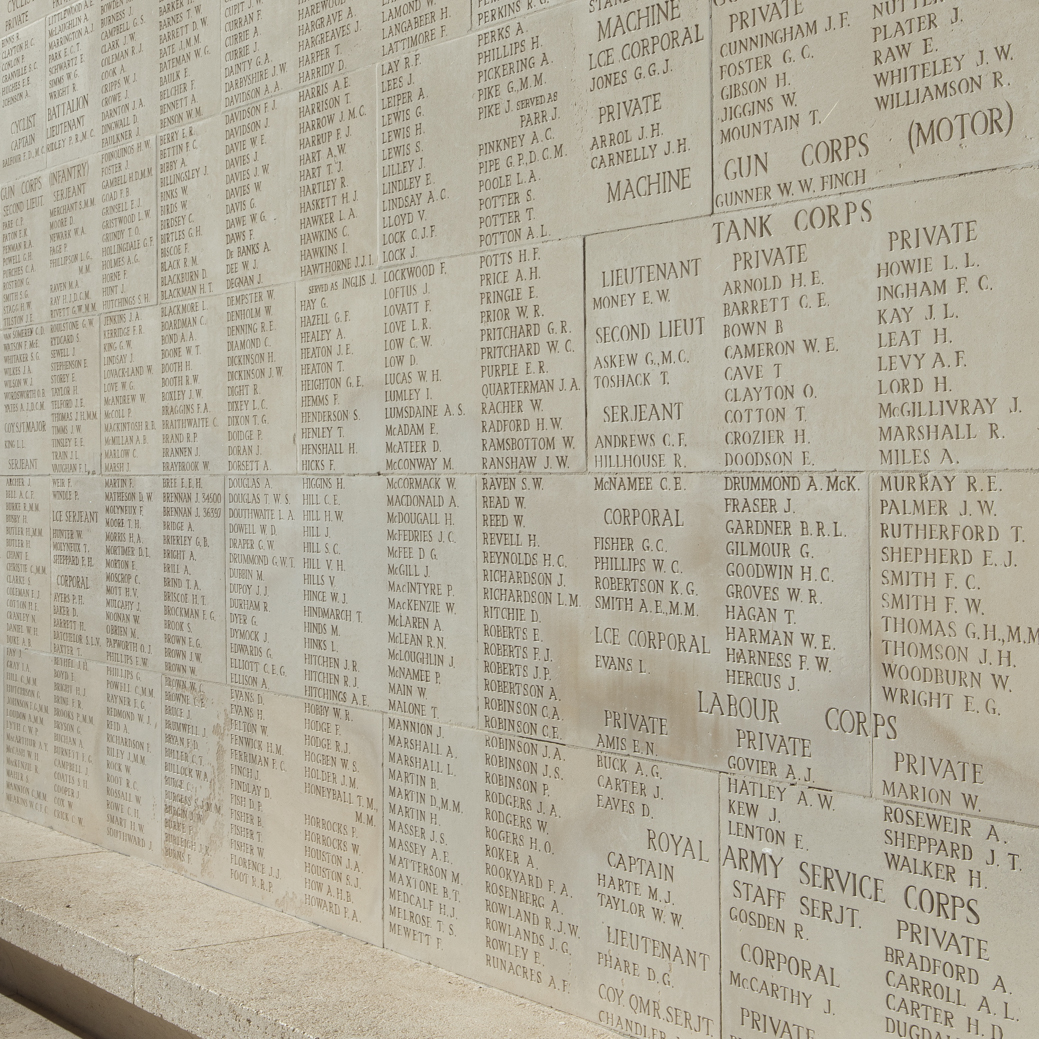
Wand met namen

## Onderscheiden militairen
- Oliver Cyril Spencer Watson, luitenant-kolonel bij de King's Own Yorkshire Light Infantry werd onderscheiden met het Victoria Cross en de Distinguished Service Order (VC, DSO).
- John Harrison, onderluitenant bij het East Yorkshire Regiment werd onderscheiden met het Victoria Cross en het Military Cross (VC, MC).
- kapitein David Philip Hirsch, luitenant Richard Basil Brandram Jones, de onderluitenants Bernard Matthew Cassidy, Ernest Frederick Beal en Basil Arthur Horsfall, de sergeanten Albert White, Alexander Edwards en John Erskine en de korporaal George Jarratt werden onderscheiden met het Victoria Cross.
- 137 officieren werden onderscheiden met het Military Cross (MC), vijf onder hen ontvingen deze onderscheiding tweemaal (MC and Bar).
- 19 officieren werden onderscheiden met de Distinguished Service Order (DSO). Majoor Charles Ernest Johnston verwierf hierbij ook nog de Territorial Decoration (TD)[1]

## Minderjarige militairen
- Edwin Russell Elks, schutter bij het King's Royal Rifle Corps was 15 jaar toen hij op 3 mei 1915 sneuvelde. Hij wordt vermeld op paneel 7 van de Memorial
- Henry Walter Last, soldaat bij het Northamptonshire Regiment en Frederick Albert Baker, schutter bij het London Regiment (First Surrey Rifles) waren 16 jaar toen ze sneuvelden.
- er worden ook nog 36 zeventienjarige militairen vermeld.

## Gefusilleerde militairen
- soldaat Stephen Byrne (diende onder het alias M. Monaghan) werd wegens desertie op 28 oktober 1917 gefusilleerd. Hij was 30 jaar.
- soldaat J. Fox werd wegens ontoelaatbaar gedrag tegenover een officier op 12 mei 1916 gefusilleerd.[2]

## Aliassen
- er worden 57 militairen vermeld die onder een alias dienden.